# Droga wojewódzka 162
Die Droga wojewódzka 162 (DW 162) ist eine polnische Woiwodschaftsstraße innerhalb der Woiwodschaft Westpommern. Sie verläuft in einer Länge von 69 Kilometern in Nord-Süd-Richtung und verbindet die Ostseeküste bei Kolberg mit der Dramburger Seenplatte (polnisch: Pojezierze Drawski) bei Dramburg. Da sie die Hauptverkehrsstraße DK 6 (= Europastraße 28) Stettin – Danzig kreuzt, ist sie eine begehrte Verbindung aus Ost- und Westhinterpommern auf dem Wege zur Ostsee oder zur Pommerschen Schweiz.

## Streckenverlauf
Woiwodschaft Westpommern
- Powiat Kołobrzeski (Kreis Kolberg):
  - Rościęcino (Rossenthin) (→ DW 102:  Kołobrzeg (= 6 km) – Międzyzdroje (Misdroy))
  - Ząbrowo (Semmerow)
  - Gościno (Groß Jestin)

- X ehemalige Kleinbahnstrecke Roman (Rymań) – Kolberg der Kolberger Kleinbahn X
  - Wartkowo (Wartekow)

- > außerorts: → DK 6 (Europastraße 28): Stettin ↔ Danzig <
- Powiat Świdwiński (Kreis Schivelbein):
  - Słowenkowo (Neugasthof)
  - Sławoborze (Stolzenberg)
  - Ciechnowo (Technow)
  - Przymiarki (Ankerholz)
  - Krosino (Grössin)
  - Świdwin (Schivelbein) (→ DW 151: Świdwin → Gorzów Wielkopolski (Landsberg (Warthe)) und → DW 152: Płoty ↔ Buślary (- Połczyn-Zdrój (Bad Polzin)))

- X PKP-Linien Nr. 202 (Stargard (Stargard in Pommern) ↔ Gdynia (Gdingen)) und Nr. 421 (Świdwin → Połczyn-Zdrój (Bad Polzin)) X
- ~ Rega ~
  - Wilczkowo (Völzkow)
  - Brzeżno (Briesen)
  - Więcław (Venzlaffshagen)

- Powiat Drawski (Kreis Dramburg):
  - Łabędzie (Labenz)
  - Rydzewo (Rützow)
  - Żółte (Schilde)
  - Zarańsko (Sarranzig) (→ DW 173: Drawsko Pomorskie (= 5 km) ↔ Połczyn-Zdrój (Bad Polzin))